# Боковское сельское поселение
Боковское сельское поселение — муниципальное образование в Боковском районе Ростовской области.
Административный центр поселения — станица Боковская, которая является также и районным центром.

## География
Боковское сельское поселение на севере граничит с Кружилинским и Калининским сельскими поселениями Шолоховского района, на востоке граничит с Волгоградской областью, на юге граничит с Краснокутским и Земцовским сельскими поселениями, на западе граничит с Каргинским и частично с Земцовским сельскими поселениями.

## История
Исторически территория сельского поселения относится к Боковскому юрту Верхне-Донского округа (согласно административному делению 1918 года).
В июне 2000 года из состава Каргинского сельсовета в состав Боковского сельсовета (предшественника Боковского сельского поселения) был передан хутор Коньков.
Боковское сельское поселение создано в 2005 году на территории бывшего Боковского сельсовета и с тех пор существует в неизменных границах.

## Состав сельского поселения
| № | Населённый пункт | Тип населённого пункта          | Население |
| - | ---------------- | ------------------------------- | --------- |
| 1 | Астахов          | хутор                           | ↘111      |
| 2 | Белавин          | хутор                           | ↘323      |
| 3 | Боковская        | станица, административный центр | ↘4832     |
| 4 | Горбатов         | хутор                           | ↘158      |
| 5 | Дубовой          | хутор                           | ↘92       |
| 6 | Дуленков         | хутор                           | ↘591      |
| 7 | Ильин            | хутор                           | ↗37       |
| 8 | Коньков          | хутор                           | ↗377      |

## Население
| 2010  | 2012  | 2013  | 2014  | 2015  | 2016  | 2017  | 2018  | 2019  |
| ----- | ----- | ----- | ----- | ----- | ----- | ----- | ----- | ----- |
| 6521  | ↘6333 | ↘6299 | ↘6200 | ↘6136 | ↗6164 | ↗6208 | ↘6179 | ↘6133 |
| 2020  | 2021  |       |       |       |       |       |       |       |
| ↘6095 | ↘6020 |       |       |       |       |       |       |       |

## Экономика
На территории сельского поселения действуют два промышленных предприятия — ООО «Боковский хлебозавод» и ООО «Бок-Дон», 7 коллективных хозяйств, 60 организаций и учреждений.